# Sam Musenze
Samuel "Sam" Musenze – ugandyjski piłkarz grający na pozycji środkowego obrońcy. W swojej karierze grał w reprezentacji Ugandy.

## Kariera klubowa
W swojej karierze piłkarskiej Musenze grał w klubie Kampala City Council.

## Kariera reprezentacyjna
W 1978 roku Musenze został powołany do reprezentacji Ugandy na Puchar Narodów Afryki 1978. W tym turnieju zagrał w pięciu meczach: grupowych z Kongiem (3:1), z Tunezją (1:3), w którym strzelił gola i z Marokiem (3:0), półfinałowym z Nigerią (1:2) i w finałowym z Ghaną (0:2). Z Ugandą wywalczył wicemistrzostwo Afryki.